# Bernhard Holz

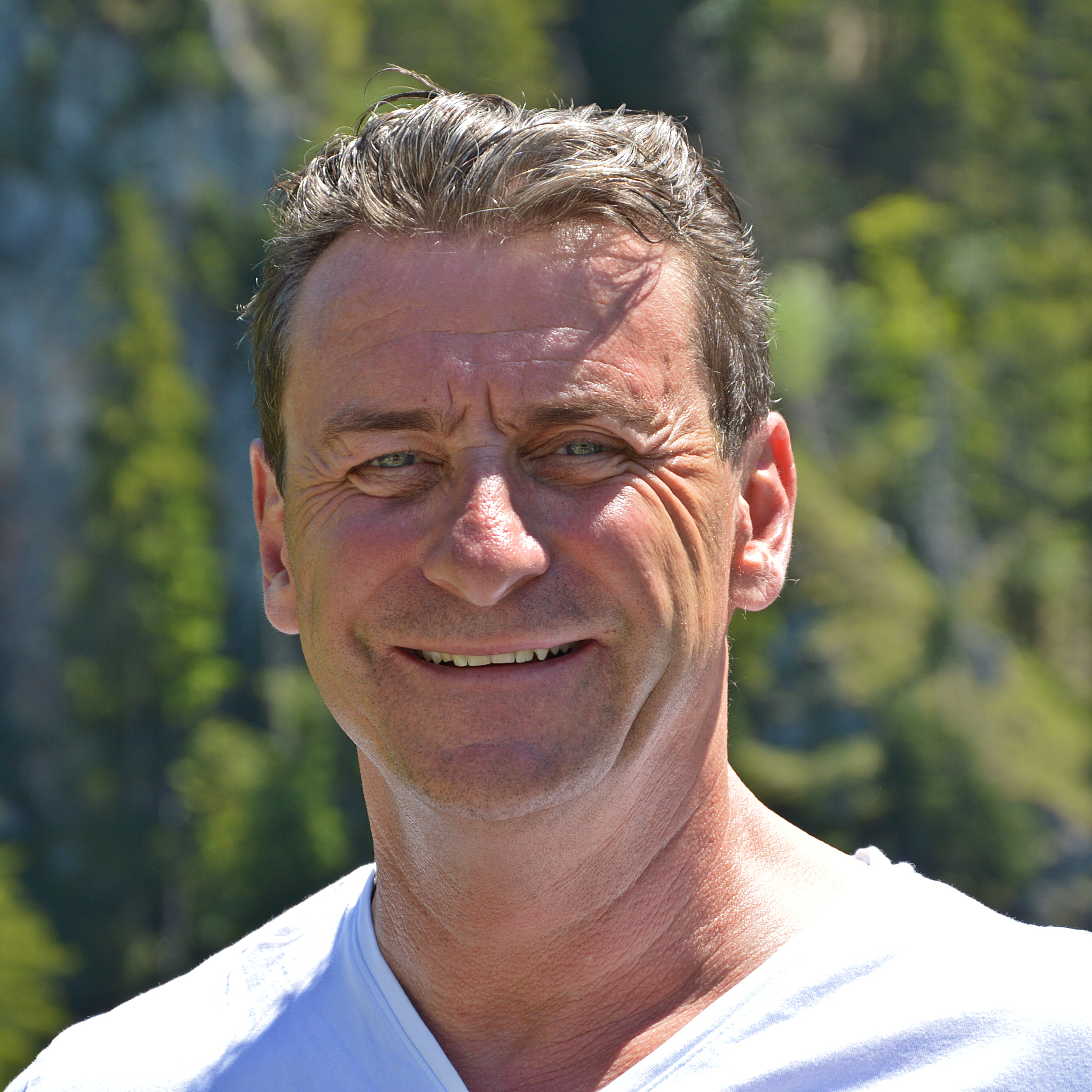
Bernhard Holz im Mai 2017

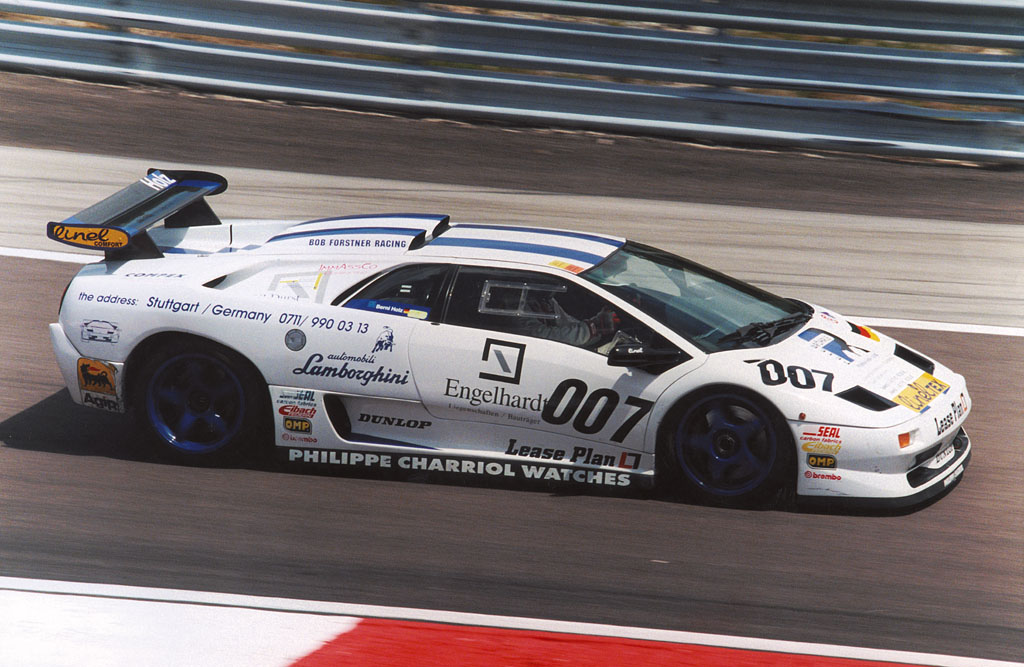
Lamborghini Supersport Trophy 1998

Bernhard Holz (* 14. Dezember 1964 in Stuttgart) ist ein ehemaliger Rennfahrer.

## Leben und Karriere
Holz begann seine Karriere als Rennfahrer mit Motocross- und Kartrennen. Er fuhr 1989 mit einem für die Gruppe A aufgebauten BMW 325i auf dem Hockenheimring zwei Rundstreckenrennen. Im selben Jahr stieg er in die DTM ein und bestritt dort auf dem Hockenheim-Grand-Prix-Kurs zwei Rennen.
1990 und 1991 startete Holz im Veedol-Langstreckenpokal auf der Nürburgring-Nordschleife und bestritt alle Läufe auf einem Gruppe-H-BMW. Im letzten Rennen 1991 feierte er zusammen mit Franz Dufter auf einem BMW M3 den Gesamtsieg, sie stellten dabei einen neuen Rundenrekord für DTM-Fahrzeuge auf.
1996 fuhr er mit einem Ferrari F40 ein Rennen in der FIA-GT-Vorläuferserie BPR auf dem Grand-Prix-Kurs des Nürburgrings, das er vorzeitig aufgeben musste. 
1998 und 1999 fuhr er sämtliche Läufe der Lamborghini-Trophy mit einem Diablo SVR. In den beiden Jahren erreichte Holz vier Podestplätze, bei denen er 1998 den ersten Rennlauf in Spa-Francorchamps gewann.